# Gian Giorgio Trissino
Gian Giorgio Trissino, italijanski humanist, pesnik, dramatik, diplomat in jezikoslovec, * 8. julij 1478, Vicenza, † 8. december 1550.